# Philippi (Virgínia de l'Oest)
Philippi és una població dels Estats Units a l'estat de Virgínia de l'Oest. Segons el cens del 2000 tenia 2.870 habitants.

## Demografia
Segons el cens del 2000, Philippi tenia 2.870 habitants, 1.119 habitatges, i 668 famílies. La densitat de població era de 390,2 habitants per km².
Dels 1.119 habitatges en un 27,4% hi vivien nens de menys de 18 anys, en un 44,7% hi vivien parelles casades, en un 11,3% dones solteres, i en un 40,3% no eren unitats familiars. En el 36,9% dels habitatges hi vivien persones soles el 19,6% de les quals corresponia a persones de 65 anys o més que vivien soles. El nombre mitjà de persones vivint en cada habitatge era de 2,25 i el nombre mitjà de persones que vivien en cada família era de 2,92.
Per edats la població es repartia de la següent manera: un 20,9% tenia menys de 18 anys, un 18% entre 18 i 24, un 22,7% entre 25 i 44, un 19,8% de 45 a 60 i un 18,6% 65 anys o més.
L'edat mediana era de 34 anys. Per cada 100 dones de 18 o més anys hi havia 74,2 homes.
La renda mediana per habitatge era de 21.528 $ i la renda mediana per família de 31.473 $. Els homes tenien una renda mediana de 27.262 $ mentre que les dones 20.579 $. La renda per capita de la població era de 12.176 $. Entorn del 21,9% de les famílies i el 30,7% de la població estaven per davall del llindar de pobresa.

## Poblacions més properes
El següent diagrama mostra les poblacions més properes.